# Német Szamoa
Német Szamoa (németül: Deutsch-Samoa) a császári Német gyarmatbirodalom protektorátusa volt 1900 és 1914 között. Upolu, Savai'i, Apolima és Manono szigetek tartoztak hozzá, amelyek ma Szamoa (a korábbi Nyugat-Szamoa) részei. Német Szamoa Németország utolsó gyarmati szerzeménye volt a csendes-óceáni térségben. A Háromoldalú Konvenció juttatta Németországnak, amelyet 1899. december 2-án írtak alá Washingtonban, és amelynek a ratifikációit 1900. február 16-án cserélték ki. A Kiacsoui-öböli Bérelt Területen kívül ez volt az egyetlen csendes-óceáni német gyarmat, amelyet nem Német Új Guineából igazgattak. A gyarmat első kormányzója Wilhelm Solf későbbi gyarmat-, majd külügyminiszter volt, aki 1900-1910 között igazgatta a kolóniát. Őt Erich Schultz követte a hivatalban. Közvetlenül az első világháború kitörése után, 1914. augusztus 30-án Új-Zéland sikeresen elfoglalta a szigeteket, de a tényleges felügyeletet csak 1920-ban vette át a szigetcsoport felett.

## Fordítás
Ez a szócikk részben vagy egészben  a   German Samoa című angol Wikipédia-szócikk ezen változatának fordításán alapul.  Az eredeti cikk szerkesztőit annak laptörténete sorolja fel. Ez a jelzés csupán a megfogalmazás eredetét és a szerzői jogokat jelzi, nem szolgál a cikkben szereplő információk forrásmegjelöléseként.